# Sculpture française
La sculpture française, couvre les œuvres et mouvements ayant pour origine le territoire français.

## La sculpture sur le territoire de la Gaule préhistorique

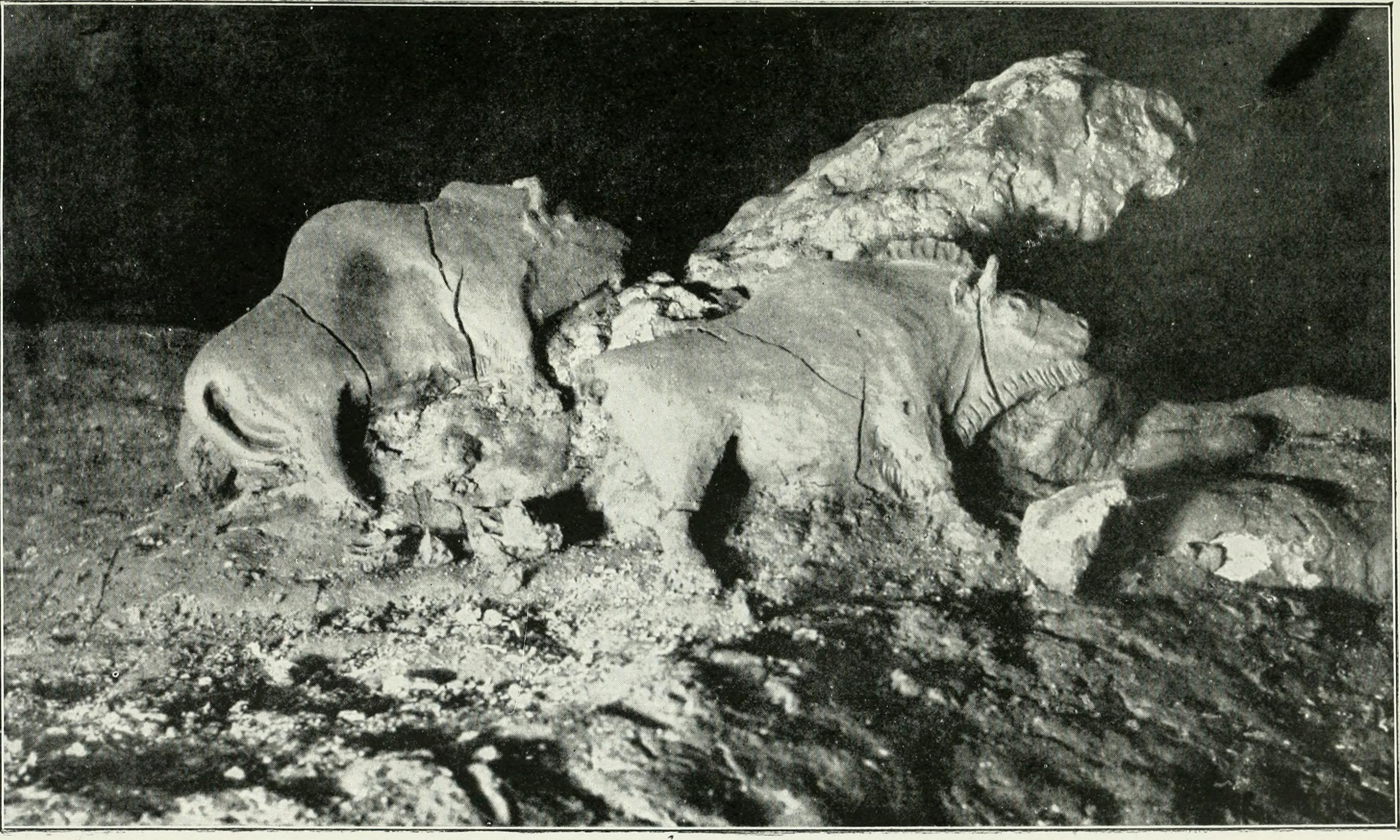
Bisons en argile de la Grotte du Tuc d'Audoubert, Magdalénien.

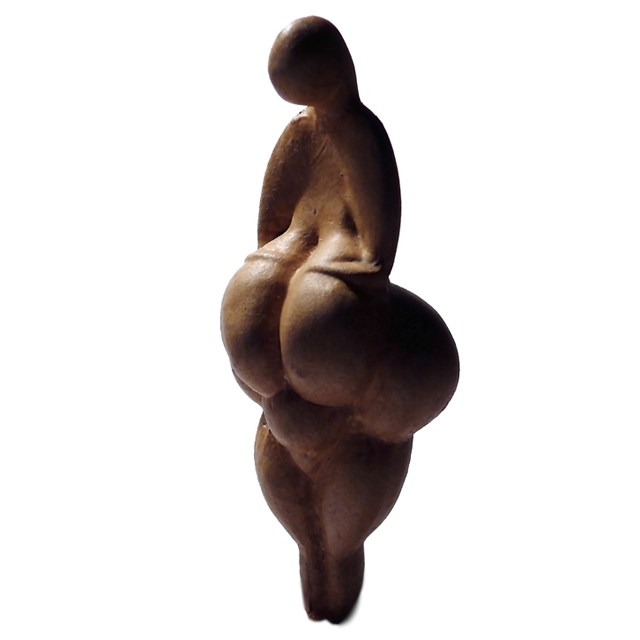
Réplique de la Vénus de Lespugue, Gravettien.

L'art de la sculpture commence sur le territoire français, comme dans le reste du monde, à l'époque préhistorique. Elle reste exceptionnelle, le plus souvent utilisée sous la forme de petits objects. Les premières œuvres taillées représentent uniquement des figures féminines, les Vénus paléolithiques, ou des représentations d'animaux. 
La ronde-bosse est présente dès l'Aurignacien (43 000 à 29 000), figures sculptées le plus souvent dans l'ivoire de mammouth. Moins spectaculaires, des plaques de roches dures gravées datant de cette période ont été également retrouvées.
Le Gravettien (31 000 à 22 000) est connu pour ses statuettes aux formes féminines particulièrement exacerbées, surnommées Vénus paléolithiques.
Les premières attestation de sculpture pariétales monumentales apparaissent au Solutréen (22 000 à 17 000, en France et en Espagne), bien que la plupart des témoignages date de la période suivante.
La culture du Magdalénien (17 000 à 14 000) est célèbre pour son art mobilier et son art pariétal, avec des œuvres telles que la Grotte du Tuc d'Audoubert, Celle de Font-de-Gaume ou l'abri sous roche du Roc-aux-Sorciers.

## La sculpture dans la Gaule antique

### Période pré-romaine
L'art de la sculpture était peu développé chez les Gaulois : il n'en reste essentiellement que quelques statuettes en terre cuite, recueillies dans les musées ou les collections particulières. Il existait probablement aussi quelques sculptures en bois qui n'ont pas résisté aux dommages du temps. 
Les monuments de l'art grec dans la Gaule, dans les comptoirs qu'ils y avaient établis, sont également très rares. Un rare exemple de sculpture grec en Gaule est celui de la Diane qui se trouve aujourd'hui dans la Villa Albani, à Rome.

### La sculpture à l'époque gallo-romaine

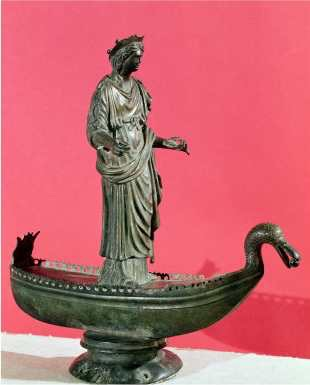
Sequana sur son bateau-canard, Ier siècle.

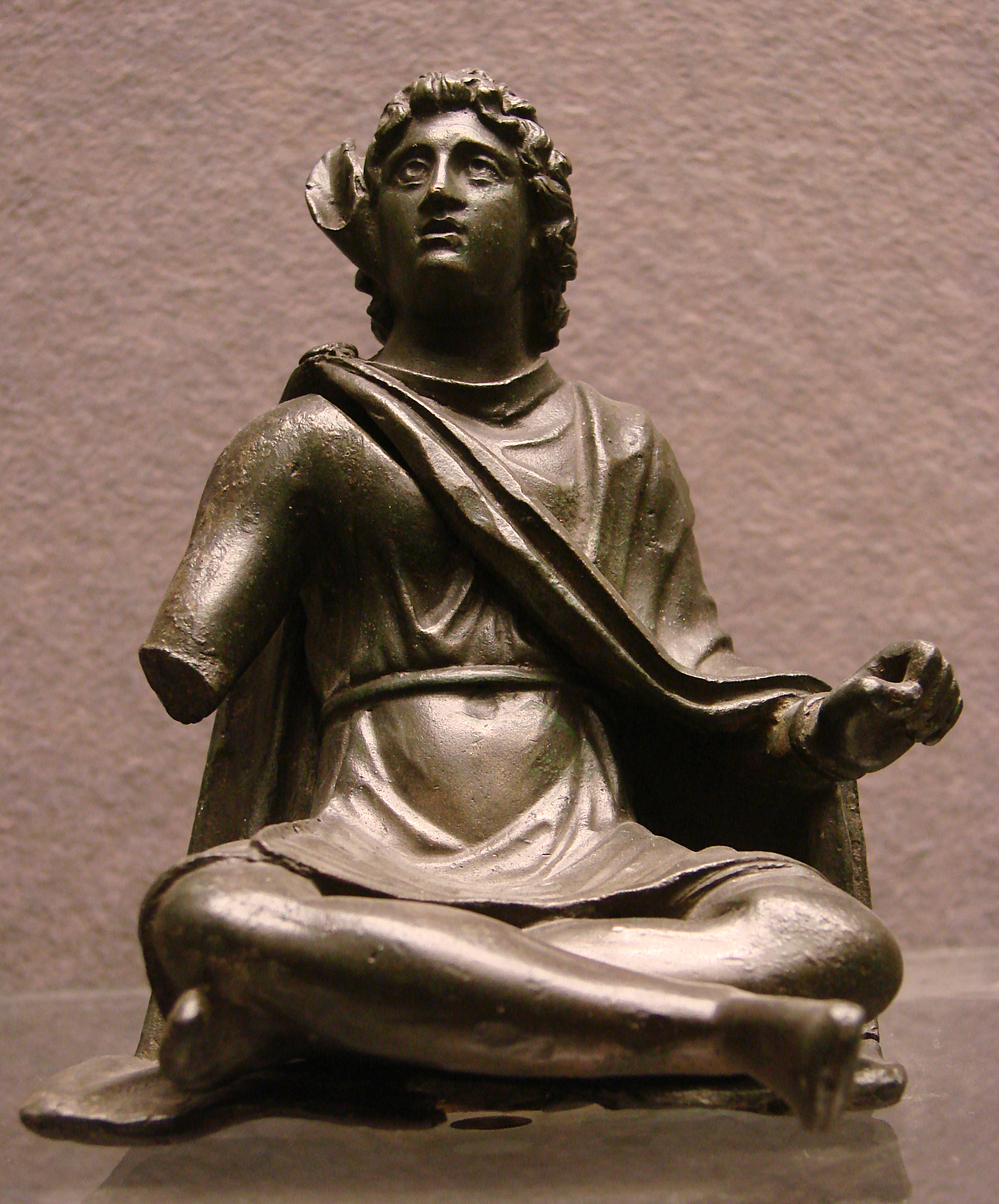
Dieu gaulois à l'oreille de cervidé, Ier siècle.

Une forme de sculpture gauloise ayant été trouvée en abondance est celle des ex-voto, tels les bois sculptés des sources de la Seine ou ceux de la source des Roches, des milliers d'ex-voto taillés dans le bois ayant ainsi été retrouvés. Les ex-voto de pierre sont généralement considérés comme plus tardifs que les bois sculptés, la statuaire de bois ayant été généralement, malgré des exceptions (comme à Montlay-en-Auxois), abandonnée en Gaule dès la fin du Ier siècle.
Avec l'arrivée des romains et l'intégration de la Gaule au sein de l'Empire, une forme de sculpture gallo-romaine émergea en Gaule, suivant en grande partie les codes de la sculpture romaine matinée de symbolique gauloise. Des sculptures de pierre furent créées pour les temples et, surtout, une importante production de statuettes de bronze se développa. Quelques particularités celtiques ressortent toutefois. Ainsi, si certaines des statuettes gauloises suivent fidèlement les représentations romaines contemporaines, les divinités celtes (souvent amalgamées avec les divinités romaines) étant alors représentées debout ou assises sur un trône à l'image des dieux romains, certains dieux gaulois, comme Cernunnos, sont représentés en tailleur.
Pendant la domination romaine, un sculpteur nommé Zénodore, réputé pour ses petites figures et vases d'une minutieuse délicatesse, éleva dans la ville des Arvernes un Mercure colossal. L'empereur Néron le fit venir à Rome pour lui commander sa propre statue.

## La sculpture française au Moyen Âge

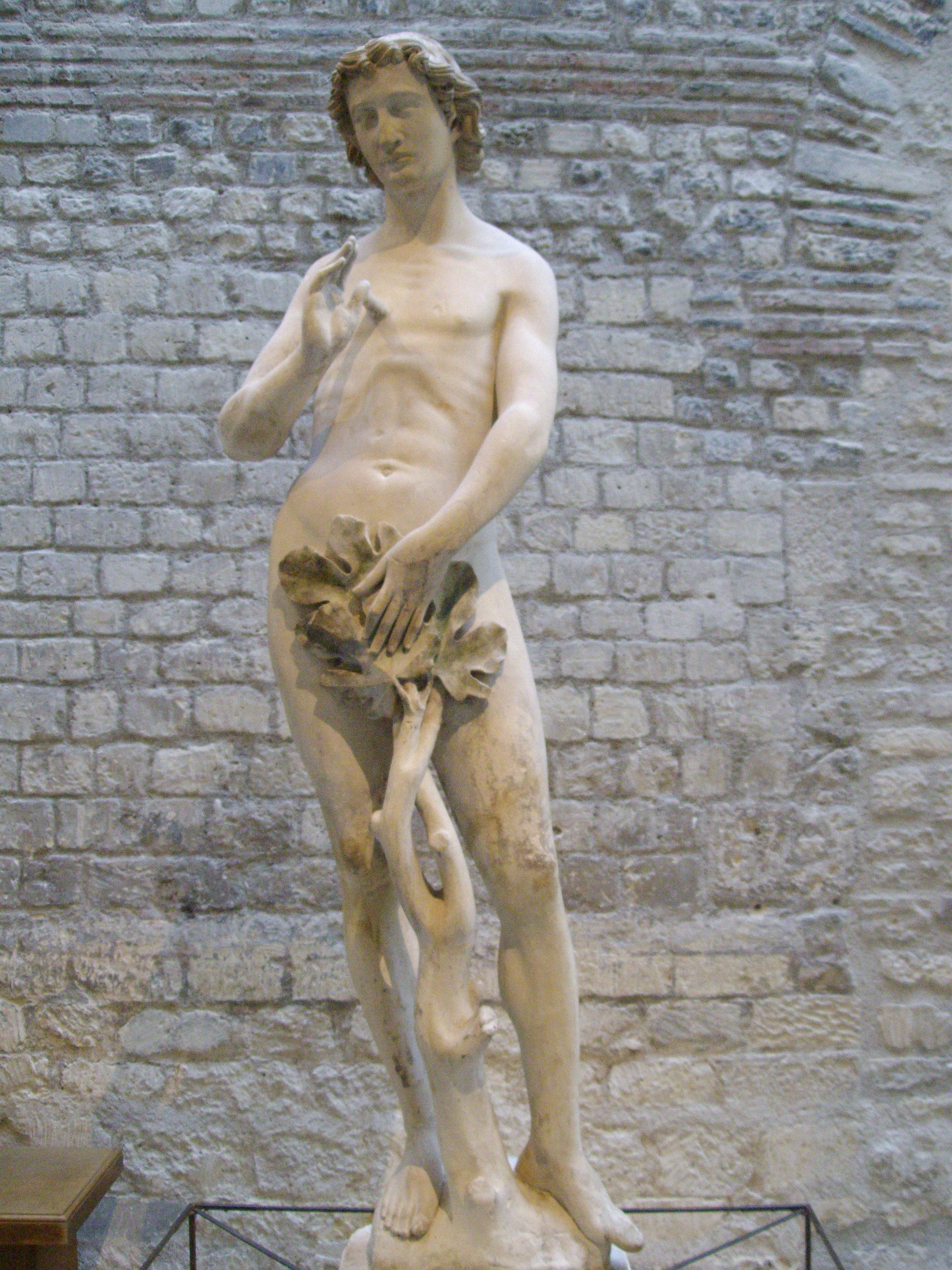
Adam, vers 1260, provenant de la Cathédrale Notre-Dame de Paris.

La sculpture au Moyen Âge, que ce soit en France comme dans le reste de l'Europe et du monde chrétien, est intimement liée au monde religieux et plus précisément à l'architecture religieuse au sein de laquelle elle s'intègre le plus souvent. Les noms de la majorité des sculpteurs de cette période, en particulier pour les époques les plus anciennes, nous sont inconnus, une grande partie des œuvres ayant été créées de manière anonyme.
Les décors des églises servent à marquer l'importance de celles-ci et des villes où elles sont construites mais ont aussi une fonction éducative. À une époque où une bonne partie de la population est analphabète, ils retranscrivent sur leurs murs, par le biais des sculptures comme des vitraux, l'histoire et la nature du monde comme de l'église telles qu'elles étaient perçues à l'époque et servent à l'instruction des foules, véritables livres de pierre et de verre. Les scènes le plus fréquemment représentées, outre celles que fournit la vie de Jésus, sont la Pesée des âmes, les Vierges sages et les Vierges folles, les sept péchés capitaux, les Peines de l'Enfer, le Jugement dernier autant que la généalogie de la Vierge par la série des rois de Judée, les représentations de la vie des Saints, en particulier celle du saint patron de l'église concernée, considérés comme des faits historiques reconnus. C'est donc logiquement que s'inscrit également la présence de statues des rois, reines, nobles personnages, évêques, abbés et autres bienfaiteurs des églises, qui marquent ainsi leur pouvoir temporel mais s'inscrivent également, dans la logique du Moyen Âge, dans la continuité historique de la Bible.
Les statues et les bas-reliefs étaient généralement peints. II existe encore des exemples remarquables de cette sculpture polychrome, comme par exemple les bas-reliefs des chœurs dans les cathédrales de Paris et d'Amiens ou les statues de l'église d'Avioth, dans la Meuse.
La période couverte par le Moyen Âge est très importante, s'étendant sur un millénaire. Les historiens de l'art l'étudient traditionnellement en se fondant sur neuf mouvements ou périodes d'envergure, dont cinq concernent la France et donc, la sculpture française:
- La sculpture paléochrétienne
- La sculpture préromane
- La sculpture romane
- La sculpture cistercienne
- La sculpture gothique

### La sculpture paléochrétienne en France

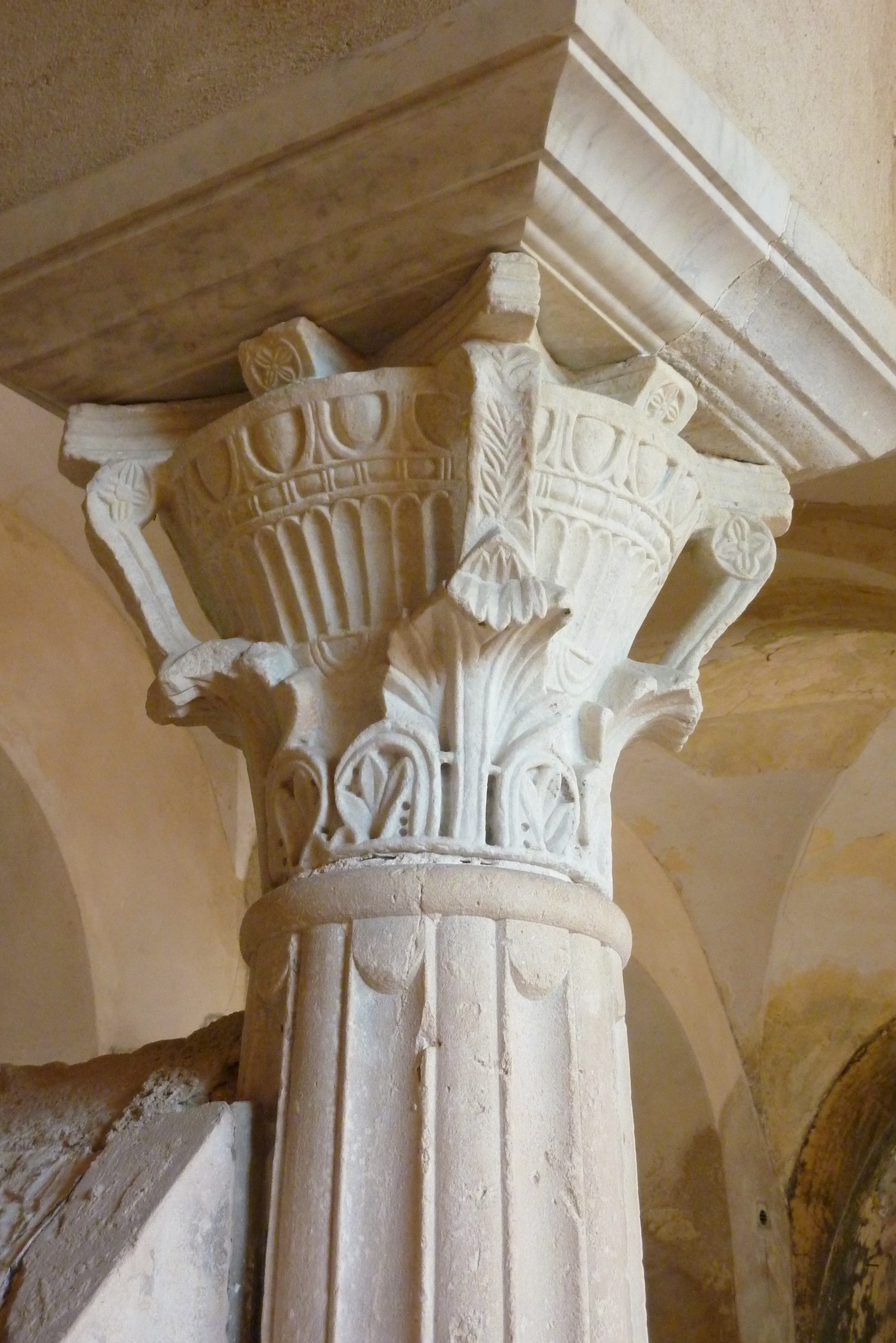
Chapiteau de la crypte mérovingienne de Notre-Dame de Jouarre

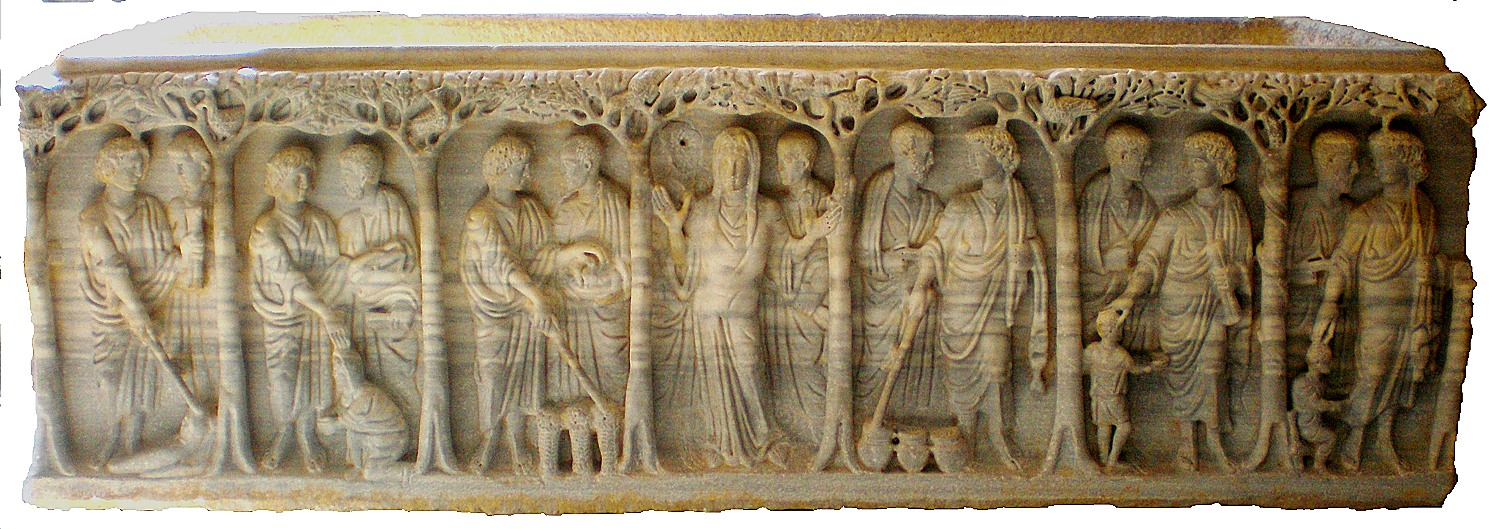
Miracles du Christ - Sarcophage aux arbres, (c.375) - Musée de l'Arles et de la Provence antiques, Arles

L'Art paléochrétien couvre la période de 200 (avant laquelle aucune œuvre chrétienne n'a survécu), jusqu'au tardif VIIe siècle voir les prémices du VIIIe siècle, quand les conquêtes arabes et l'iconoclasme byzantin ont mis fin à la production d'art dans l'Est. Pendant cette période, les artistes chrétiens ont adopté les savoirs romains de la peinture, mosaïque, sculpture et travail du métal. En France, l'Art paléochrétien se confond souvent avec l'Art mérovingien
La sculpture à l'époque mérovingienne régresse au point de n'être plus qu'une simple technique d'ornementation des sarcophages, des tables d'autel ou du mobilier ecclésiastique. L'abandon progressif de l'incinération en faveur de l'inhumation (qui dans le courant du IIIe siècle s'impose dans tout l'Empire), qui reste cependant l'apanage des familles fortunée du fait de son cout, entraine un développement particulièrement important de la sculpture funéraire, en particulier de la réalisation de nombreux sarcophages. Les trois types de sarcophages « païens » les plus courants sont utilisés aussi pour réaliser des sarcophages chrétiens : 1) à frise, 2) à colonnes; 3) à strigiles. Le clipeus, portant le portrait du défunt ou une épigraphe, apparaît très rapidement sur les sarcophages chrétiens. Mais ces types évolueront avec le temps. Celui à strigiles perd rapidement sa forme ovale, mais reste pour l'essentiel fidèle à la disposition originelle du décor. Le type à frise s'organisera en registres horizontaux avec un clipeus au centre. Dans le courant du IVe siècle, le type à colonnes se complexifie dans son ornement architectural et est parfois remplacé par des éléments végétaux.

### La sculpture préromane en France

Statue équestre de Charlemagne, Louvre

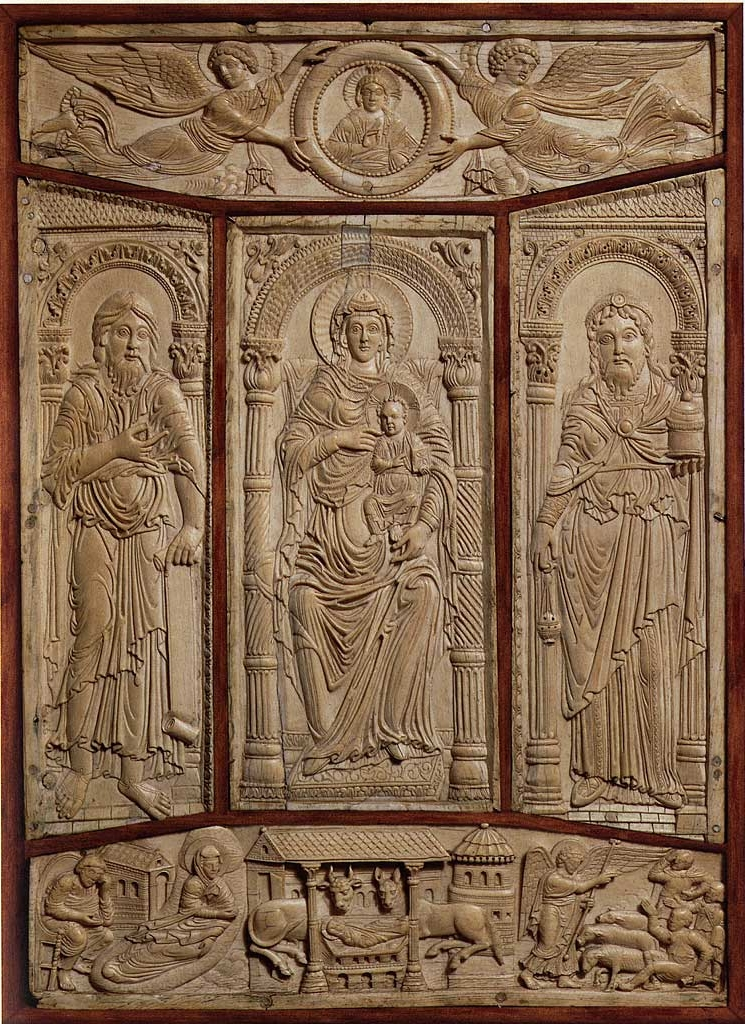
Couverture en ivoire des Évangiles de Lorsch.

L'art préroman se développe pendant la période couvrant le couronnement de Charlemagne en 800 jusqu'au début de la période romane au XIe siècle. Pendant cette période, les influences de l'art romain classique sont activement absorbées et l'art carolingien devient la souche de laquelle émergeront plus tard les arts roman et gothique. De la sculpture carolingienne, seuls nous sont parvenus quelques rares reliefs architecturaux, des œuvres d’orfèvrerie et des plaques d’ivoire, la plupart des édifices anciens ayant été remplacés aux époques romanes et gothique.
Les sculpteurs carolingiens ont créé en particulier des couvertures de livres en ivoire pour orner des livres saints, comportant des variations christianisées de thèmes largement inspirés de peintures de l’Antiquité tardive. Leur nombre particulièrement élevé compense l’absence presque totale de sculpture carolingienne.
Charlemagne a grandement redonné vie à l’art du bronze en France quand il a créé les fonderies à Aix-la-Chapelle où furent notamment réalisées les portes de la chapelle du palais, à l’imitation encore une fois d’un modèle romain. Un des chefs-d’œuvre de cette époque est la célèbre statue équestre en bronze doré à incrustation de fils d'or de Charlemagne (ou de son petit-fils Charles le Chauve), faisant référence aux portraits équestres antiques. La fonte de cette statue, le seul bronze qui subsiste du VIIIe siècle, s'est faite en 3 parties : le cheval, la tête et le corps, assemblés par la suite. 
La sculpture sur pierre reste une imitation habile des œuvres antiques, les grands centres de sculpture étant Lorsch et Aix-la-Chapelle. Un chef-d’œuvre de pierre encore existant de cette période est la clôture de chœur de Saint Pierre-aux-Nonnains, à Metz.

### La sculpture romane en France

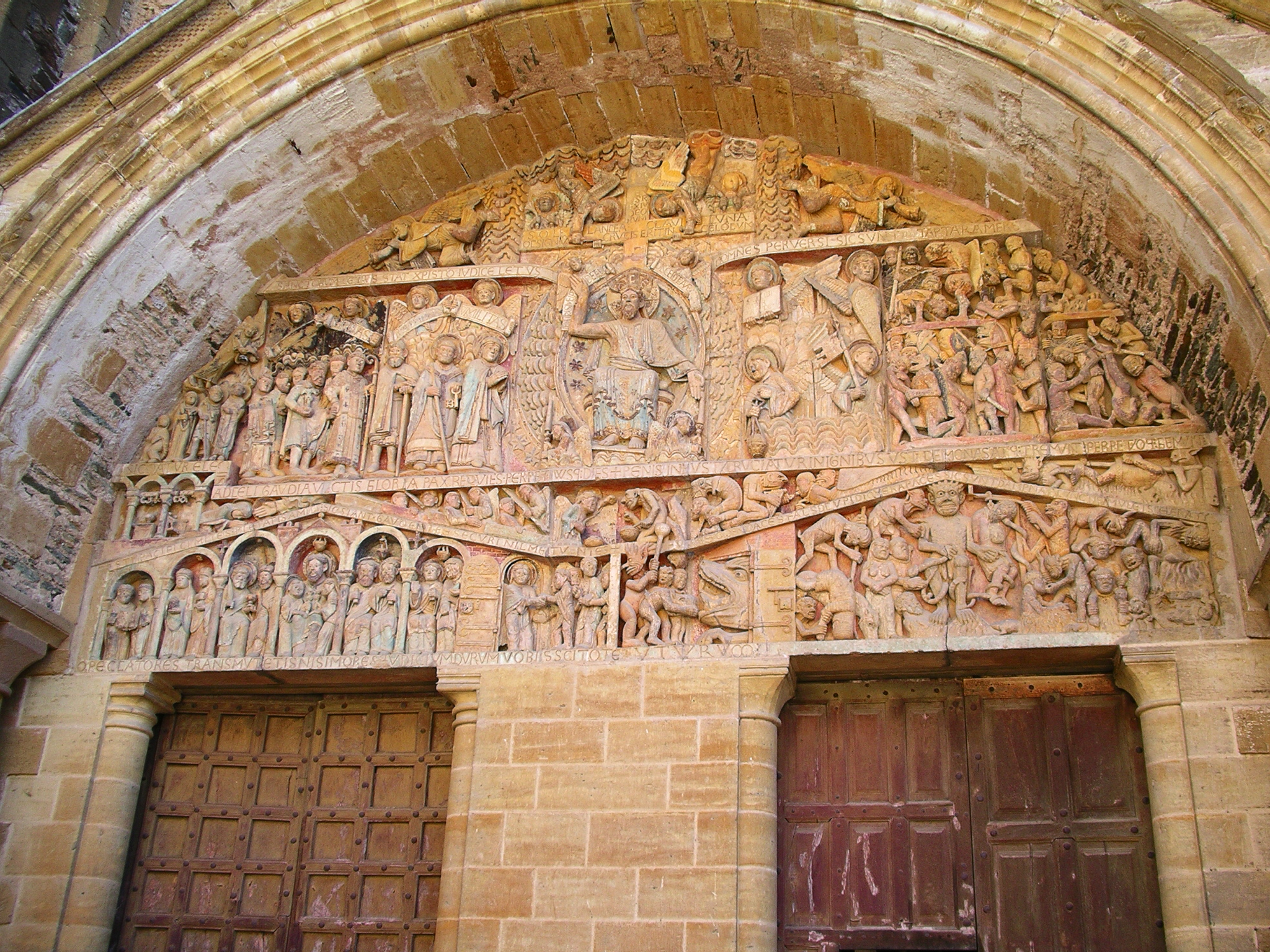
Tympan sculpté de l'Abbatiale Sainte-Foy de Conques

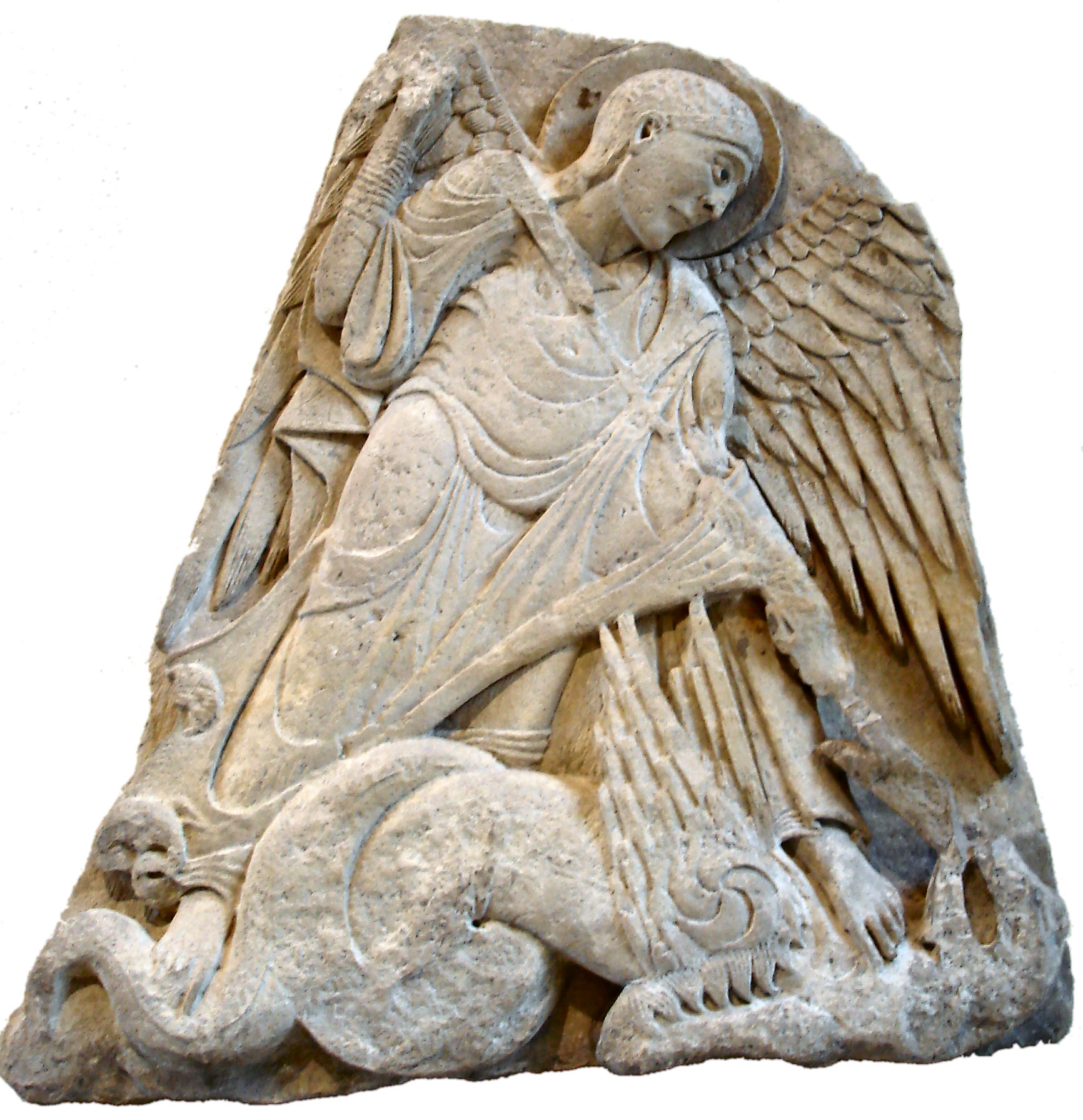
Saint Michel terrassant le dragon, Bourgogne, XIIe siècle, musée du Louvre

L'art roman couvre la période de l'Europe de l’Ouest allant du XIe siècle jusqu'à la fin du XIIe siècle, s'exprimant principalement en France, Italie et Espagne, puis s'étendant avec l'expansion des grands mouvements monarchistes en Europe du Nord, Angleterre et Irlande. Cette période est une époque de fusion des styles l'ayant précédée, notamment carolingien, et dont les influences orientales, notamment sassanides, ont été fusionnées et appropriées dans des motifs christianisés.
La sculpture décore d'abord les chapiteaux dans les cryptes, les cloîtres et les églises avant de prendre place sur la façade des églises à la fin du XIe siècle, devenant alors « monumentale ». Elle a une vertu pédagogique, celle d'enseigner la vie des apôtres et des saints et d'illustrer des passages de l'Ancien Testament. Elle s'inspire des bas-reliefs et des chapiteaux romains, mais surtout des images placées dans les manuscrits enluminés et sur les objets d'orfèvrerie.
Parmi les sculpteurs français ou œuvrant en France dont on connait les noms pour cette période, se trouvent le Maître de Cabestany, Bernard Gilduin, Gislebert, Unbertus, Gofridus, Raymond de Bianya et Gilabertus de Toulouse.

### La sculpture cistercienne en France

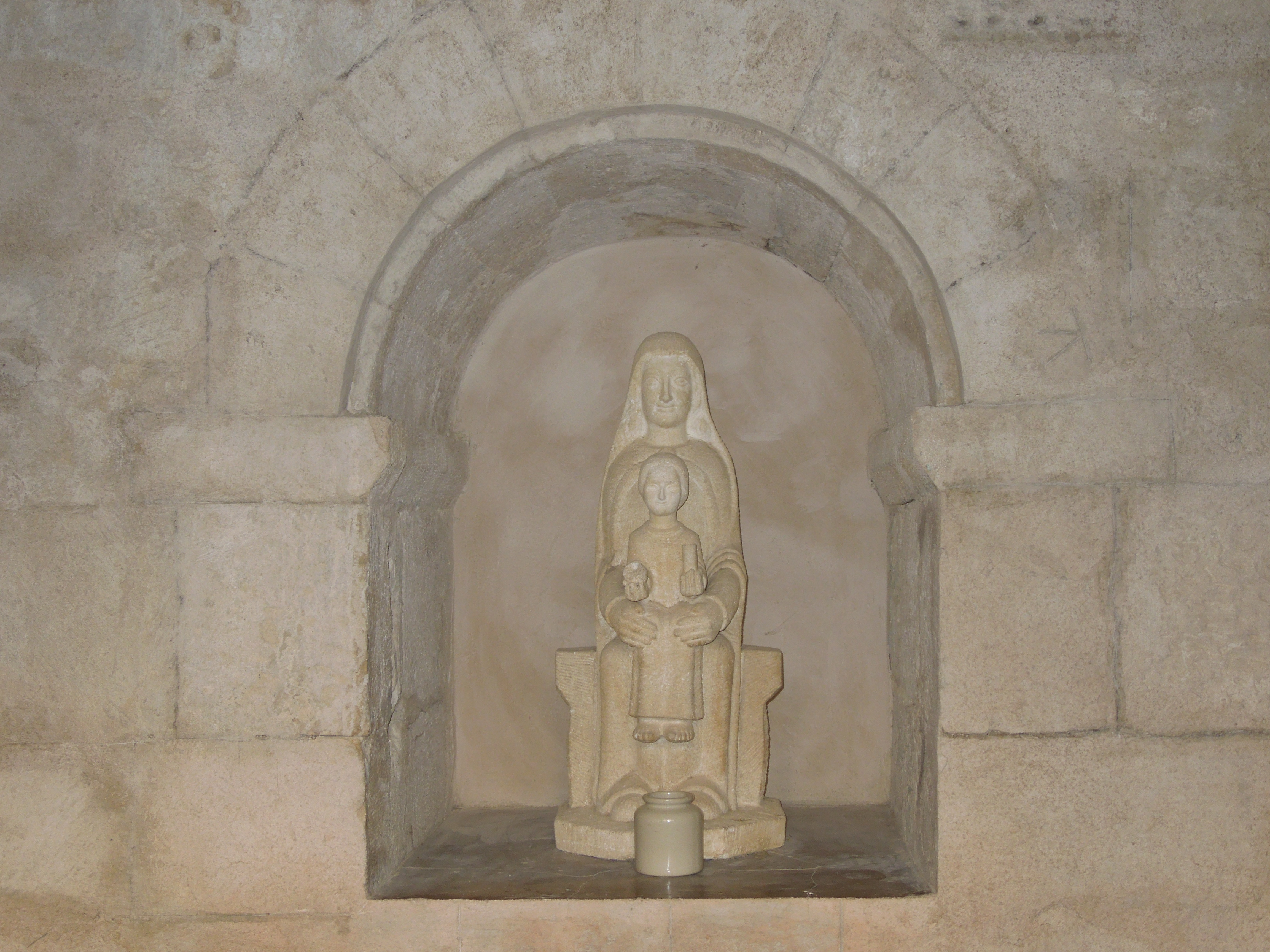
Vierge à l'enfant du Cloître de l'abbaye de Sénanque (Vaucluse)

L'art cistercien se développe en réaction aux excès de l'art roman développés par Cluny et se caractérise par un esthétisme épuré à l'extrême. En 1134, le Chapitre général, sous l'influence de Bernard de Clairvaux,  prescrit d'ailleurs une série de mesures concernant l'art sacré, les lieux saints ne devant recevoir aucun décor sculpté ou orné. Le succès financier de l'ordre entraîne cependant une multiplication des chantiers et les bâtiments conventuels commencent à recevoir des ornements de plus en plus nombreux, en particulier après la mort de Bernard de Clairvaux en 1153. Ainsi, dès les années 1170, les principaux couvents reçoivent des parures. 
La sculpture dans l'art cistercien reste cependant rare, se limitant essentiellement à des ornementations stylisées et épurées ou quelques rares statues très simples. Par ailleurs, si les églises comme les statues étaient généralement peintes au Moyen Âge, ce n'est pas le cas dans l'art cistercien, la couleur y étant réservée aux enluminures.

### La sculpture gothique en France

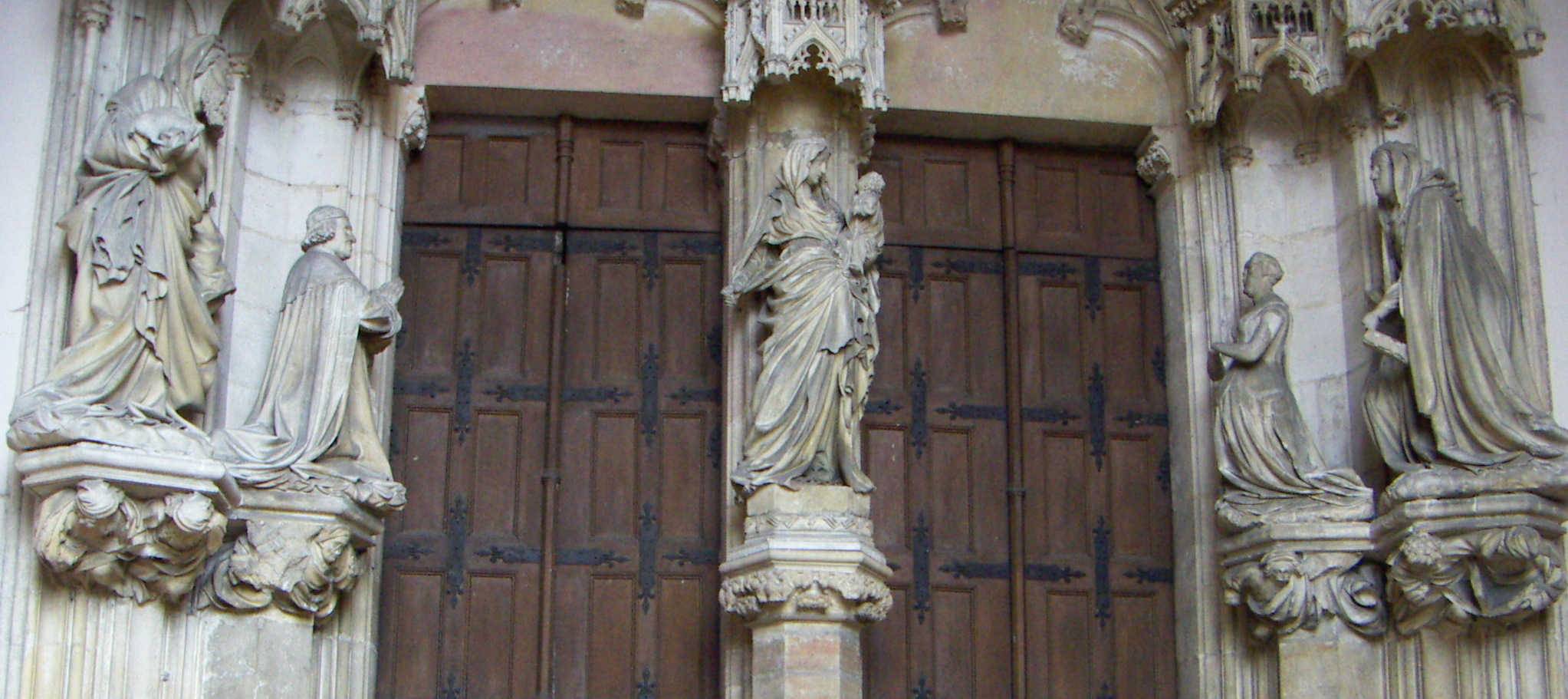
Portail de l'église de la Chartreuse avec les groupes de Claus Sluter sur les côtés et la Vierge à l'enfant de Jean de Marville sur le trumeau.

L'art gothique est un terme fragmentaire dépendant du métier, du lieu et de la période ayant pour origine l'architecture gothique. La sculpture gothique est née en France en 1150 et s'est répandue dans toute l'Europe. Au XIIIe siècle, elle est devenue un style international, remplaçant le roman. Le gothique international décrit l'art gothique de 1360 à 1430.
Jusqu'à la fin du XIIIe siècle en France, les statues, qu'elles soient de terre, d'argile, de plâtre, de bois ou de pierre, sont généralement peintes de couleurs vives.
Parmi les sculpteurs français ou œuvrant en France importants de cette période, on peut retenir le Maître de Naumburg, Guy de Dammartin, Jacques de Baerze, Évrard d'Orleans, Jean de Marville, Claus Sluter, Antoine Le Moiturier, le Maître de Rieux, André Beauneveu, Jacques Bachot ou Jacques Juliot.

## La sculpture française auXVIesiècle

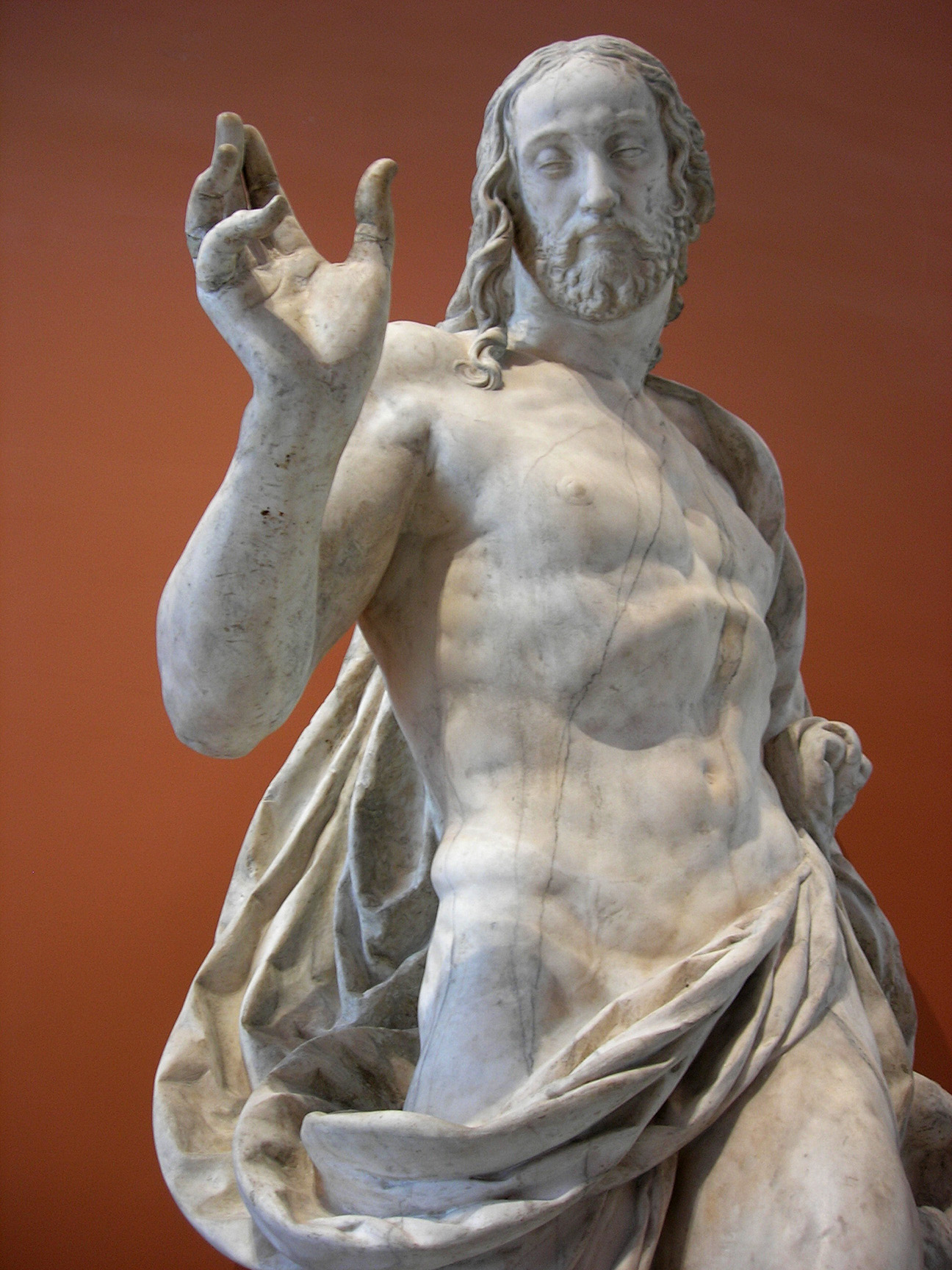
Christ de la Résurrection (vers 1572, Louvre) par Germain Pilon

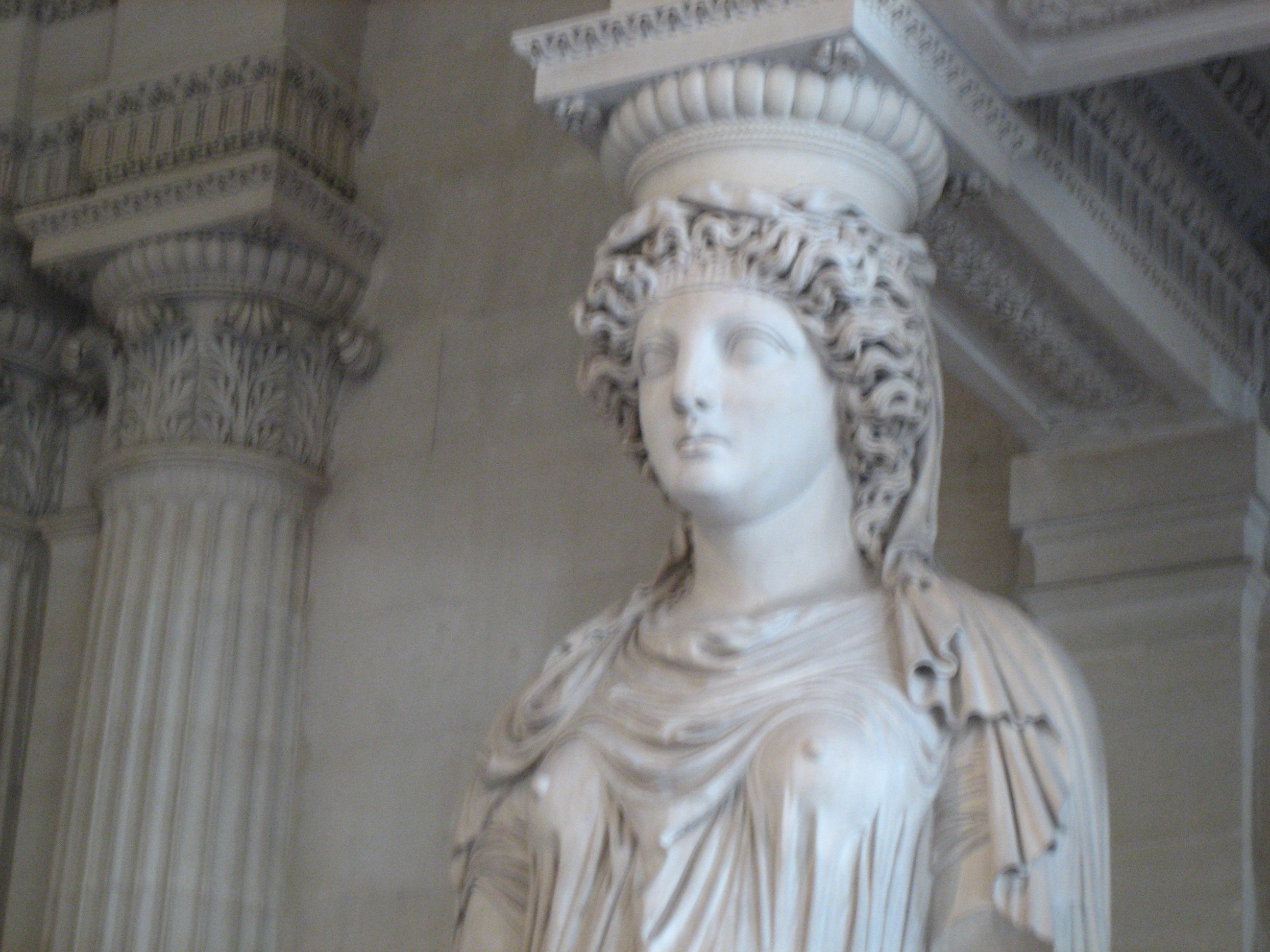
Détail d'une des cariatides de la salle éponyme du palais du Louvre par Jean Goujon. (1551)

La Renaissance marque un retour de la sculpture à des formes et thèmes de l'Antiquité, en particulier grecque.
La renaissance en sculpture est plus précoce que dans les autres arts. En effet, les hommes de la renaissance disposent encore de sculptures antiques alors que les peintures ont plus largement disparu. C'est pourquoi les prémices de la renaissance en matière de sculpture peuvent être datés, en particulier en Italie mais aussi dans une moindre mesure dans le reste de l'Europe, dont la France, au XIIIe siècle.
De nombreux artistes se sont déplacés en Europe, parfois jeunes et sans retourner dans leur pays d'origine (ainsi l'italien Domenico del Barbieri, dit aussi Dominique Florentin, qui œuvra essentiellement en France où il se maria et fut d'ailleurs enterré). Il est donc impossible de concevoir des « écoles » nationales tant les échanges ont été intenses. Un exemple est celui de Pierre de Francqueville, sculpteur français ayant œuvré en Italie, où il s'initie au maniérisme qu'il introduit en France à son retour. D'autre part il était très commun qu'un artiste soit polyvalent, tout à la fois peintre, architecte, graveur et sculpteur: c'est le cas entre autres de Pierre Biard l'Aîné, sculpteur et architecte.
Les premiers grands sculpteurs de la Renaissance, chronologiquement parlant, sont italiens. En France, au XVIe siècle, un peu plus tard, naîtra une seconde génération de grands sculpteurs, très influencés par l'art italien. On peut citer parmi ses maîtres français plus particulièrement Jean Goujon ou encore Germain Pilon mais il faut aussi évoquer d'autres sculpteurs comme Jacques Dubrœuq, Ponce Jacquiot, Pierre Bontemps, Ligier Richier ou, vers la fin du siècle, Barthélemy Prieur et Guillaume Dupré.

## La sculpture française auXVIIesiècle

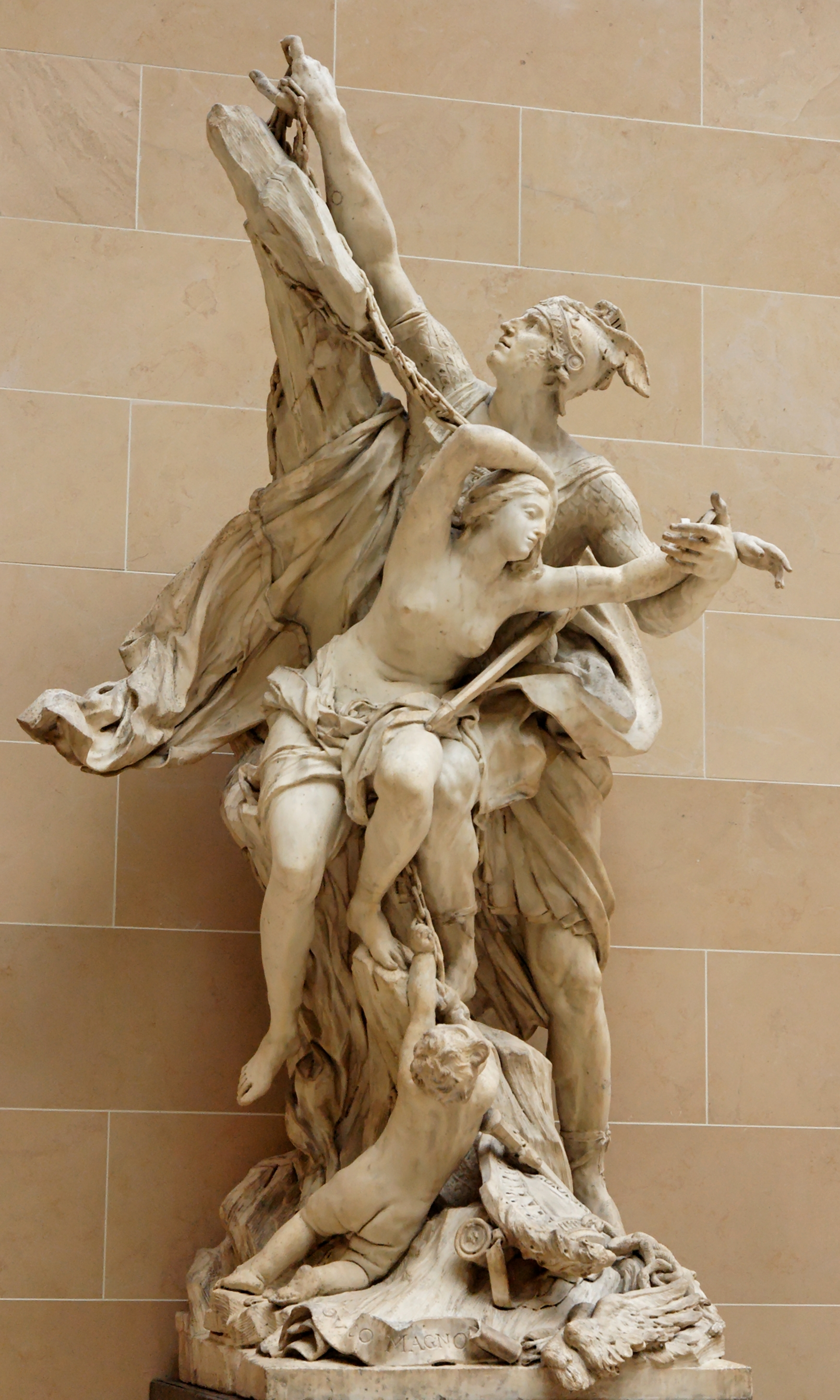
Persée et Andromède par Pierre Puget - Commande de Louis XIV pour les jardins de Versailles, 1684

La sculpture française au XVIIe siècle, qui se développe d'abord en continuité de celle du siècle précédent et au sein de châteaux et demeures ainsi que dans la statuaire funéraire sous le règne de Louis XIII et la régence d'Anne d'Autriche, se développe ensuite surtout à Versailles, à l'initiative du jeune Louis XIV qui souhaite voir son nouveau palais orné des plus belles œuvres.

### L’école traditionnelle
L’école traditionnelle se rattache à Goujon et Pilon du siècle précédent et subit des influences italiennes et flamandes, notamment avec Simon Guillain. On peut également noter Jean Varin, brillant médailleur, ou, dans la statuaire funéraire, la mode du priant agenouillé, forme qui existait déjà au XVIe, reprise notamment par Thomas Boudin et Michel Bourdin.

### La première équipe de Versailles
La première équipe de Versailles, qui travaille dans un type décoratif italien, est animée par Jacques Sarrazin et ses élèves dont Gilles Guérin, Louis Lerambert ou Philippe de Buyster, les meilleurs représentants de ce courant étant les frères François  et Michel Anguier. 

### La seconde équipe de Versailles
La seconde équipe de Versailles, dont le rôle est de décorer Versailles et les Palais Royaux à partir de 1661, comprend des sculpteurs comme François Girardon, Antoine Coysevox, Nicolas Coustou, les frères Balthazar et Gaspard Marsy et surtout Pierre Puget, célébré très tôt comme « le Michel-Ange de la France », génie baroque (dont il fut l'un des introducteurs den France) et l'un des principaux représentants de l'esprit classique français du Grand siècle dans la sculpture.

## La sculpture française auXVIIIesiècle

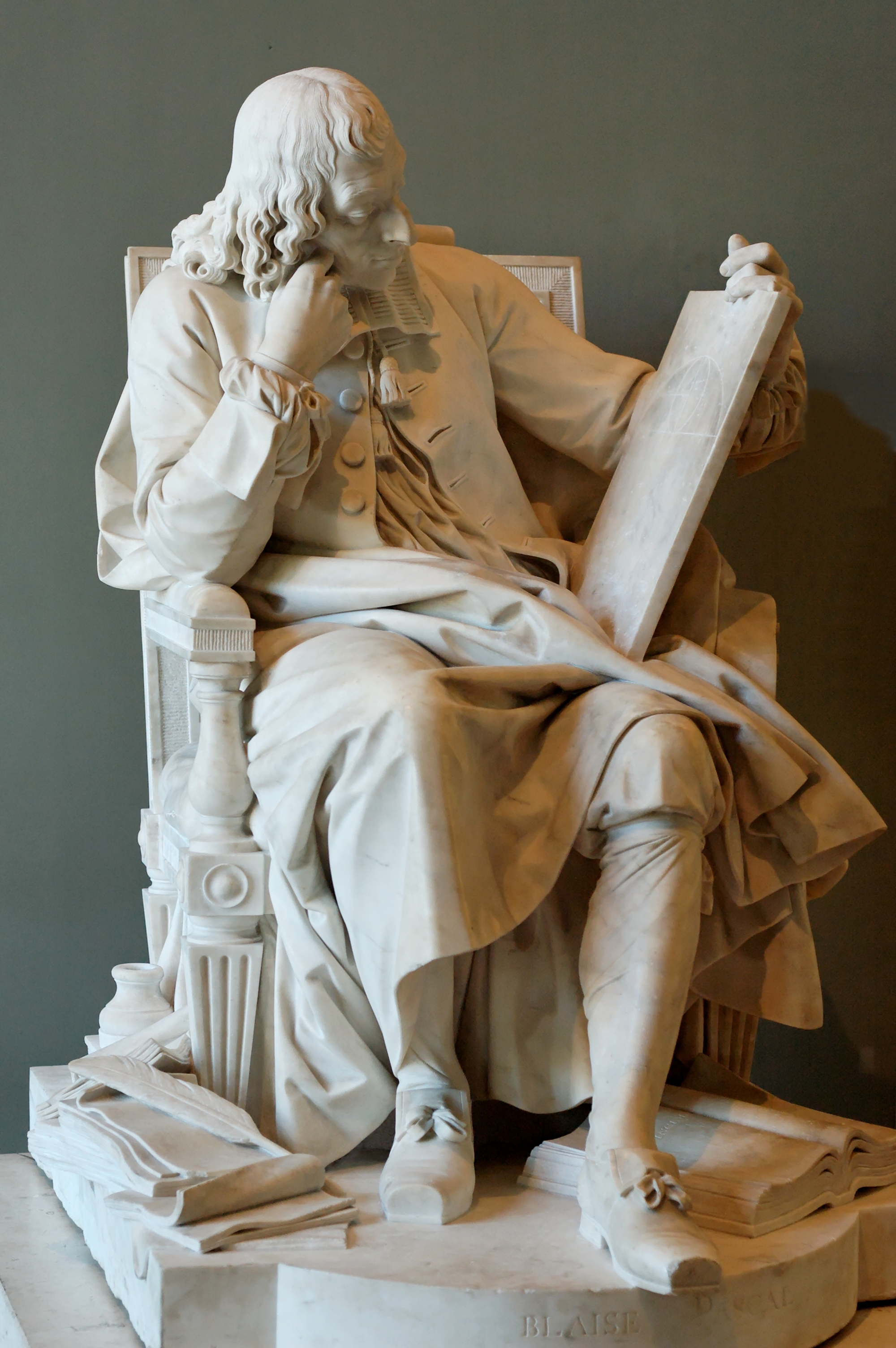
Blaise Pascal par Augustin Pajou, 1785, musée du Louvre.

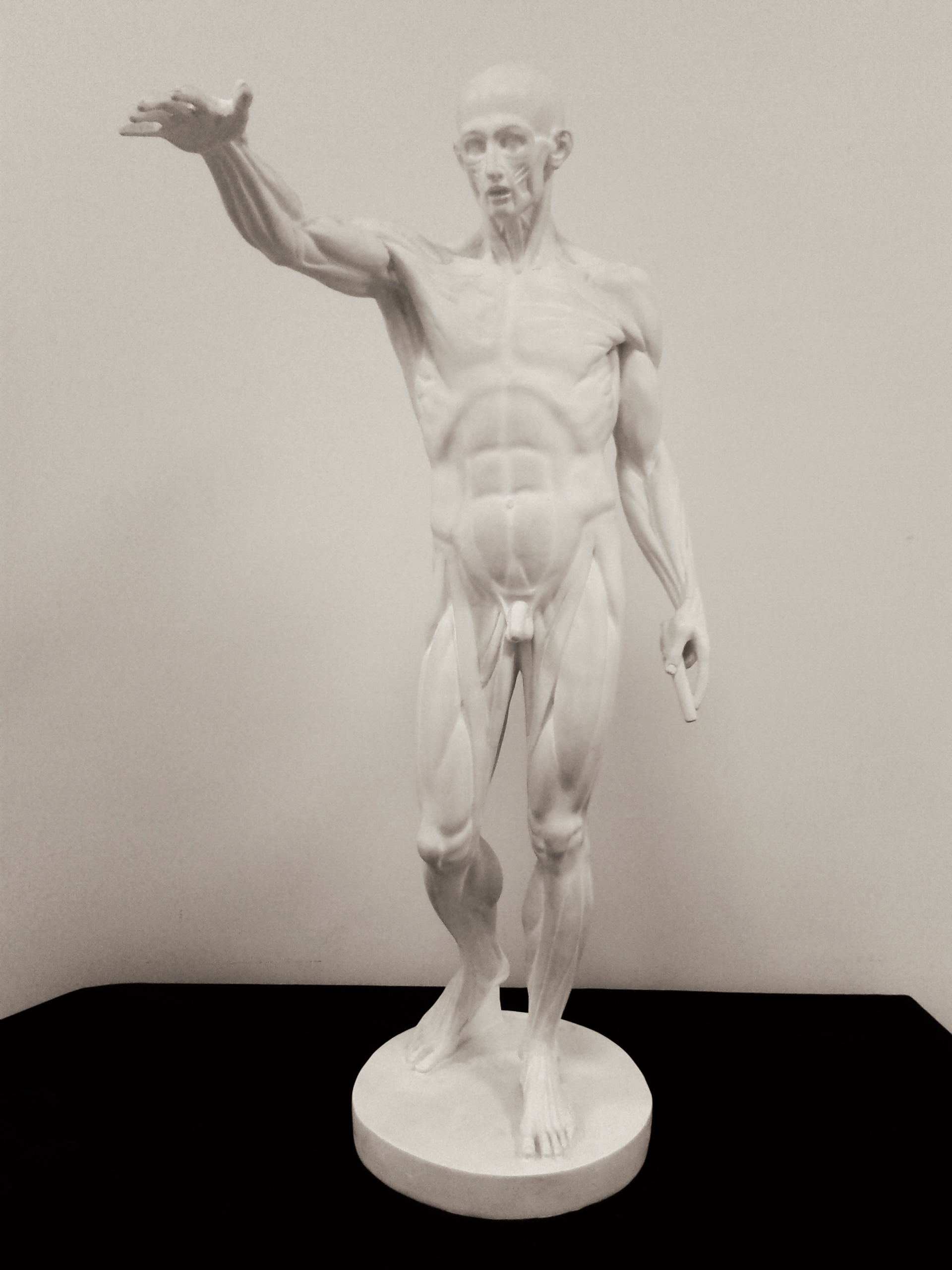
Écorché, bras droit tendu devant de Jean-Antoine Houdon (1766-1767)

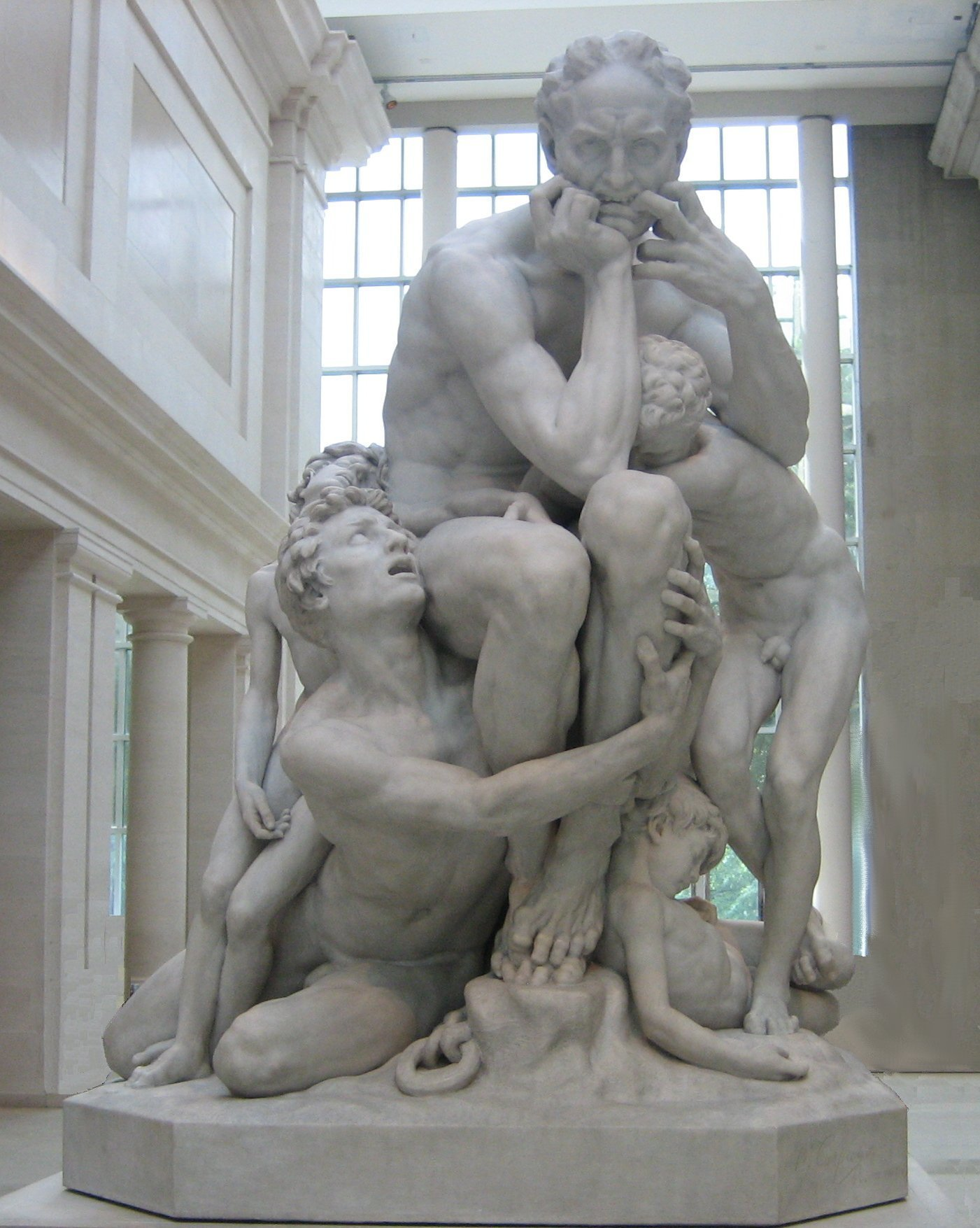
Ugolin et ses fils de Jean-Baptiste Carpeaux

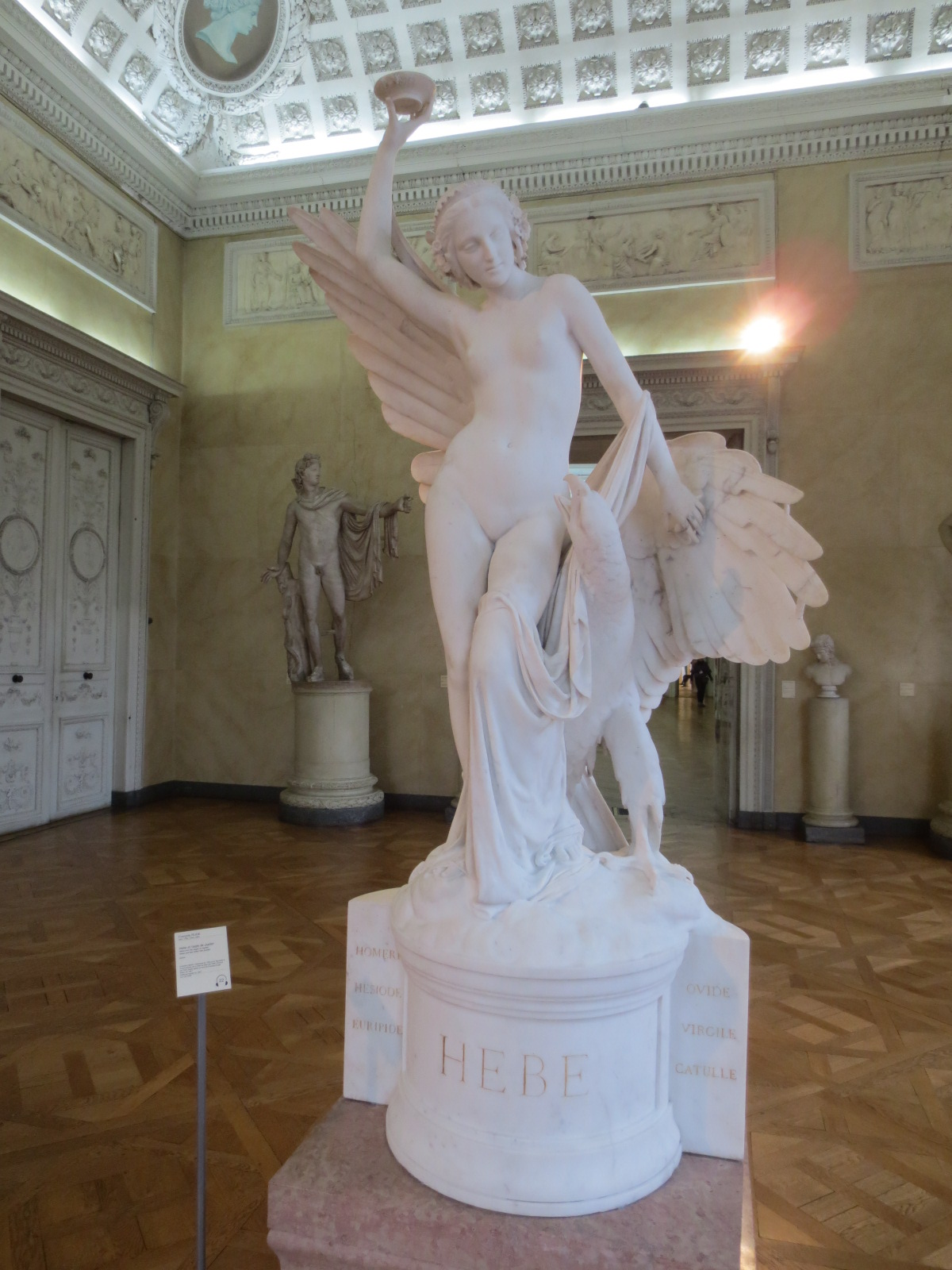
Hébé et l'Aigle de Jupiter de François Rude

La sculpture française du XVIIIe siècle est marquée par un renouvellement du style et une créativité nouvelle, qui place l'art de la sculpture comme figure de proue dans la constitution de l'art « rocaille ». Elle s'éloigne de plus en plus de l'antique et des principes académiques, manquant parfois de grandeur et tournant souvent au maniéré mais dôtée de beaucoup de grâce dans les petits sujets de genre.
Un des plus importants sculpteurs de cette période fût Jean-Antoine Houdon, passionné d'anatomie et réputé pour le rendu réaliste de ses œuvres, plus particulièrement pour son talent de portraitiste. Parmi les autres sculpteurs importants de cette période se trouvent : Lambert Sigisbert Adam, qui travailla au bassin de Neptune dans le parc de Versailles; l'auteur des Chevaux de Marly Guillaume Coustou, frère de Nicolas Coustou et père de Guillaume Coustou (fils), tous deux aussi sculpteurs de renom ; Étienne Maurice Falconet, auteur du Monument à Pierre le Grand dit Le Cavalier de bronze, à Saint-Pétersbourg ; Jean-Baptiste Pigalle, qui a donné son nom au quartier Pigalle à Paris ; Jean-Baptiste Bouchardon et ses fils Jacques-Philippe et Edmé Bouchardon, auteur de la fontaine de la rue de Grenelle ; Jean-Jacques Caffieri, qui a exécuté un grand nombre de bustes et de statuettes ; Augustin Pajou, dont la Psyché est au musée du Louvre ; Jean-Guillaume Moitte, auteur de nombreuses sculptures et bas-reliefs pour des monuments de la capitale ; Jean-Baptiste Lemoyne, portraitiste attitré du roi Louis XV et son statuaire monumental ; les frères Paul-Ambroise  et Michel-Ange Slodtz ; Pierre Julien, dont une grande part des œuvres est conservée au musée du Louvre à Paris et au musée Crozatier du Puy-en-Velay, Monnot, Legros, etc.

## La sculpture française auxXIXeetXXesiècles
La sculpture française du dix-neuvième siècle est marquée par une production très importante induite par les commandes officielles liées aux transformations urbaines et à la sécularisation de la vie publique : villes et gouvernements, en particulier avec Napoléon III et la Troisième République, rivalisent dans ce domaine. L'ascension d'une bourgeoisie fortunée participe aussi à la vogue de la statuaire avec les monuments funéraires privés et le goût pour les petites pièces de bronze dont les nombreux sculpteurs animaliers se font une spécialité.
Les multiples commandes publiques auxquelles s'ajoute le poids de l'Académie et de l'École des beaux-arts renforcent plus l'académisme dominant et le néoclassicisme  que l'expression personnelle des artistes. Les personnalités marquantes sont donc en nombre plutôt limité : on peut retenir François Rude pour la première période, Albert-Ernest Carrier de Belleuse, Jean-Baptiste Carpeaux et Antoine-Louis Barye,  Alfred Barye et Émile-Coriolan Guillemin pour le milieu du siècle et plus tard Auguste Bartholdi et Jules Dalou avant Auguste Rodin qui surclasse la sculpture européenne à partir des années 1880.
L'importante statuaire du XIXe siècle reste riche et multiple avec une bonne part d'académisme mais aussi avec des créateurs remarquables. Les musées (Louvre – Musée d'Orsay – Petit Palais – Musée Rodin) reflètent ces richesses mais il ne faut pas négliger les aménagements urbains qui foisonnent d'œuvres diverses, en particulier les places, les jardins et les ponts de Paris et bien sûr les cimetières. Sans oublier que les villes de province possèdent bien souvent également un riche patrimoine dans ce domaine. Les sculpteurs François Pompon et Paul Jouve abandonnent la figure humaine pour se concentrer sur le monde animal. Leurs œuvres épurées, au style novateur caractérisé par la simplification des formes et des surfaces polies, demeurent cependant très réalistes.
Au tournant du siècle, Aristide Maillol commence une carrière qui le propulsera comme sculpteur français le plus célèbre à la mort de Rodin.
L’artiste Niki de Saint Phalle, commence sa série des « Nanas », de tailles et de couleurs variées, à la fin des années 1960, les formes plantureuses de ses joyeuses femmes lui ayant été inspirées par une amie alors enceinte. Elle créera ainsi un grand nombre de Nanas. L’accent est toujours porté sur les attributs féminins et les couleurs très vives, ces sculptures incarnant la féminité assumée et s’enracinant dans le mouvement féministe de l’époque.
Louise Bourgeois, proche des mouvements expressionnistes abstraits et du surréalisme, ainsi que du mouvement féministe, reste toute sa vie non affiliée à une mouvance particulière.